# Giuseppe Notarianni
Giuseppe Notarianni (Napoli, 4 maggio 1889 – 31 ottobre 1959) è stato un politico e avvocato italiano.

## Biografia
Avvocato di professione, fu membro dell'Assemblea Costituente per la DC. Venne poi eletto Deputato della Repubblica Italiana alle elezioni politiche del 1948, rimanendo in carica fino al 1953.
Morì il 31 ottobre 1959, all'età di 70 anni.